# Vintertjärnen (Häggenås socken, Jämtland, 702675-147445)
Vintertjärnen är en sjö i Östersunds kommun i Jämtland och ingår i Indalsälvens huvudavrinningsområde.